# Numero di pressione
Il numero di pressione è un parametro adimensionale utilizzato nello studio delle pompe e turbine centrifughe. Esso è indicativo dello scambio energetico attuato e rappresenta il rapporto tra le forze di pressione e le forze inerziali.
Nel caso di fluidi comprimibili, il numero di pressione ψ può essere ricavato dalla seguente relazione:
{\displaystyle \Psi ={{\Delta H_{is}} \over u^{2}}={\frac {gh}{\omega ^{2}d^{2}}}}
dove:
- ΔHis rappresenta la variazione di entalpia nel caso di una trasformazione isoentropica;
- u è la velocità
- gh è l'energia totale del fluido
- ω è la velocità angolare
- d è il diametro.